# Limoneta sirimoni
Limoneta sirimoni is een spinnensoort in de taxonomische indeling van de hangmatspinnen (Linyphiidae).
Het dier behoort tot het geslacht Limoneta. De wetenschappelijke naam van de soort werd voor het eerst geldig gepubliceerd in 1979 door Robert Bosmans.